# Domus del Pi
La Domus o Casal del Pi és un antic edifici i un jaciment arqueològic al municipi de Vilanova de Sau (Osona), declarat Bé cultural d'interès nacional.
És pràcticament al cim del Puig d'en Riba (505 msnm), als contraforts sud-oest dels Cingles de Tavertet i a pocs centenars de metres del Puig de la Força. Es tracta d'un edifici fortificat de dues plantes rectangulars que conserva el sostre. Fou declarat Bé Cultural d'Interès Nacional el 1949

## Història
Aquest casal o «domus» es trobava dins l'antic terme del Castell de Cornil i quan aquest desaparegué, es trobava en el de Sau o vall de Sau. El terme del castell de Cornil i de la vila de Sau apareixen documentats el 917, quan Guidiscle i la seva muller Bulgara amb Ofili vengueren a Esclua una casa amb pati i hort, situada al comtat d'Osona, al terme del castell de Cornil, a la vila de Sau. El mateix any Guidiscle, tot sol vengué a Odevacre i a la seva muller Saruïlda terres i boscs situats en el terme del castell de Cornil, al lloc anomenat Pi «ubi dicitur Pinos».
La menció documental més antiga d'aquesta construcció podria ser en un contracte de compravenda dels comtes de Barcelona Ramon Borrell i Ermessenda de Carcassona del 994 en què es parla del «maso de Pinus» a Osona.
La família de cavallers anomenada Sau apareix vers els anys 1120-1130 en la persona de Ramon Borrell de Sau. El 1181 està documentat que passà a mans dels Hospitalers. Els Sau eren feudataris d'aquesta domus pels castlans del castell de Cabrera. Així, el 1247 Berenguer de Cabrera l'esmenta en el seu testament com un bé a transmetre al seu fill Arnau de Cabrera.
El 1334 era propietat d'Elisenda de Vilanova muller del senyor de Sau. El casal del Pi seguí vinculat a la família Sau el segle xiv, mentre la família Cabrera-castlans desapareix com a senyors superiors, per vendre els seus drets al vescomte Bernat II de Cabrera. Un fill seu, Bernat III de Cabrera, comte d'Osona, el 1356, declarà que Marc de Sau era senyor de la casa del Pi de Sau.
Al principi del segle xv la família Sau es va refondre amb la Vilafreser. El 1435 el donzell Bernat Guillem de Vilafreser era senyor de la domus de Vilafreser i de la domus del Pi. El 1443, el domini de la domus del Pi es trobava en mans de Marc de Vilanova, senyor de Savassona. La domus quedà vinculada des d'aleshores a la baronia de Savassona. Així passà per herència el 1514 a la família Vila. Pel que fa al domini superior, el 1572, Luis Enríquez III, duc de Medina i de Rioseco, hereu i successor dels Cabrera, el va vendre al seu parent Francesc de Montcada i de Cabrera, comte d'Aitona, a través del qual passà posteriorment als ducs de Medinacelli.
Sembla que l'ocupació de la Domus del Pi fou ininterrompuda entre els segles x i xix. Tot i que hi ha certes hipòtesis sobre l'ocupació del paratge abans del segle xi incloent l'etapa ibera no hi ha proves concloents ni documentals ni arqueològiques que l'avalin.

## Descripció
A principis de segle XX Josep Maria Pericas va visitar i dibuixar en alçada l'estructura del jaciment determinant que era un edifici d'una sola planta amb un terrat al capdamunt adossat a un espai clos per una muralla. No obstant la gran quantitat de teules abandonades als voltants fan pensar que l'edifici hauria estat coronat per una teulada. El pis i la teulada ja serien derruïts en la visita de Pericas.
L'edifici és format per una nau única coberta amb volta de canó. L'edifici de planta rectangular, té la porta orientada al sud i una finestra a l'est. Una escala, oberta al gruix del mur de ponent, molt malmès, palesa la possibilitat que constés de més plantes construïdes, potser amb altres materials.
Pel que fa al clos exterior es tracta d'un pati emmurallat que, com demostraren les excavacions del 2009, contenia dependències annexes i es trobava envoltat d'un fossat d'uns 7 m de fondària màxima i unes muralles de 4 m. La muralla fou construïda en dues fases. Pels costats nord, est i oest, els murs de la domus són tallats a frec de la roca, amb un fort desnivell, que constitueix la defensa per aquest cantó. L'aparell és de carreus de pedra rogenca, simplement escairats i molt erosionats, disposats en filades molt ordenades, algunes de través.
La datació basada en el carboni 14 en la campanya d'excavacions de 2009 situa els fonaments de l'edifici principal a finals del segle xii, tot i està datada al segle x.